# Вулиця М'ясникова
Вулиця М'ясникова (біл. вуліца Мяснікова) — вулиця у Мінську.
Названа на честь Олександра М'ясникова 1932 року (на будинку № 41 — меморіальна дошка на його честь).

## Історія
- XVI–XVIII століття — вулиця — західна брама міста
- 1880–1890 — забудова вулиці
- 1929 — поява поліклініки (у 1970–1980 роках — міський кардіологічний диспансер).
- 1950-ті — розміщувались крамниці з продажу випадкових речей
- Дерев'яні будівлі переважали до Другої світової війни
- Дотепер збереглись будинки старої забудови.

### Попередні назви
До 1880 року — Новозахаріївська, потім Московська. З 1893 року — Ново-Московська.

## Характеристика
Протяжність — від вулиці Неміги до вулиці К.Цеткін (700 м). Початок — від перетину з вулицею Романівська Слобода.
Майже уздовж усієї вулиці в бетонному колекторі (під вулицею) протікає річка Неміга.

## Будівлі
- Міністерство економіки Республіки Білорусь
- Міністерство архітектури й будівництва РБ
- Міністерство охорони здоров'я
- Центр із санаторно-курортної роботи «Центркурорт»
- Сендайський сквер

### Парна сторона
- 26 (будинок): збудовано 1926 року (зразок доби конструктивізму) головним архітектором Мінська довоєнного часу Герасимом Якушко. 1928–1933 роки — поліклініка, 1960—1980-ті — кардіологічний диспансер (був одним із перших у республіці спеціалізованих лікувальних закладів). Нині — Мінське казначейство.
- 44 — Білоруський державний академічний музичний театр.

### Непарна сторона
- 3 — відреставрована будівля
- 5 — четвертий навчальний корпус Білоруського державного педагогічного університету імені Максима Танка
- 25 — грально-розважальний центр, казино і ресторан, дитяча дискотека
- 25а — Центральна військова поліклініка та санепідемстанція МВС
- 27- Республіканський центр дозвілля інвалідів
- 29 — Міністерство будівництва й експлуатації автомобільних доріг.
- 41 (будинок) — меморіальна дошка на честь М'ясникова[2].